# ناو یواس‌اس نیو اورلئان
| یواس‌اس نیو اورلئان | یواس‌اس نیو اورلئان            |  |
| ------------------ | ----------------------------- |  |
|                    |                               |  |
| اطلاعات کلی        |                               |  |
| برگرفته از نام     | نام شهر نیو اورلئان           |  |
| نوع کشتی           | سن آنتونیو                    |  |
| کلاس               | amphibious transport dock     |  |
| کشور سازنده        | ایالات متحده آمریکا           |  |
| ساخت کارخانه       | Northrop Grumman Ship Systems |  |
| تاریخ سفارش        | ۱۸ دسامبر ۱۹۹۸                |  |
| مشخصات             |                               |  |
| جنگ‌افزارها         |                               |  |
| سرنوشت             |                               |  |

ناو یو اس اس نیو اورلینز یا (ال پی دی-۱۸) (به انگلیسی: USS New Orleans) نام یک ناو پشتیبانی جنگی متعلق به نیروی دریایی ایالات متحده آمریکا است که در سال ۲۰۰۴ به دریا انداخته شد و پایگاه خانگی آن در سن دیگو است.
این ناو، قابلیت حمل کامل یک گردان ۷۰۰ نفری را دارد و مجهز به سیستمهای پدافندیست.

## مشخصات
این ناو ۲۰۸ متر طول داشته و از سری ناوهای کلاس سن آنتونیو می‌باشد که در جریان توفند کاترینا در آبهای ساحلی خلیج مکزیک آسیبی ندید.

## نگارخانه

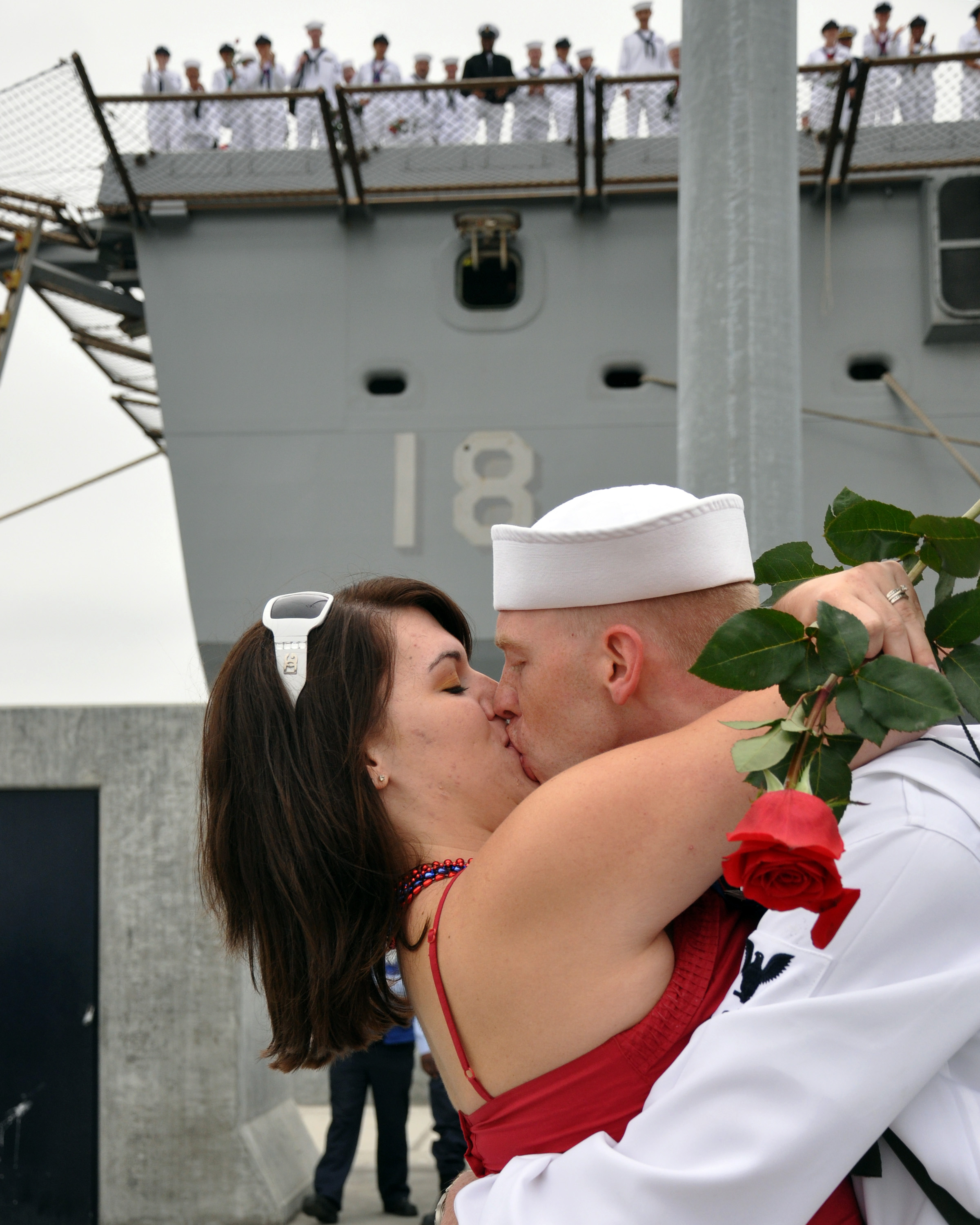
بازگشت
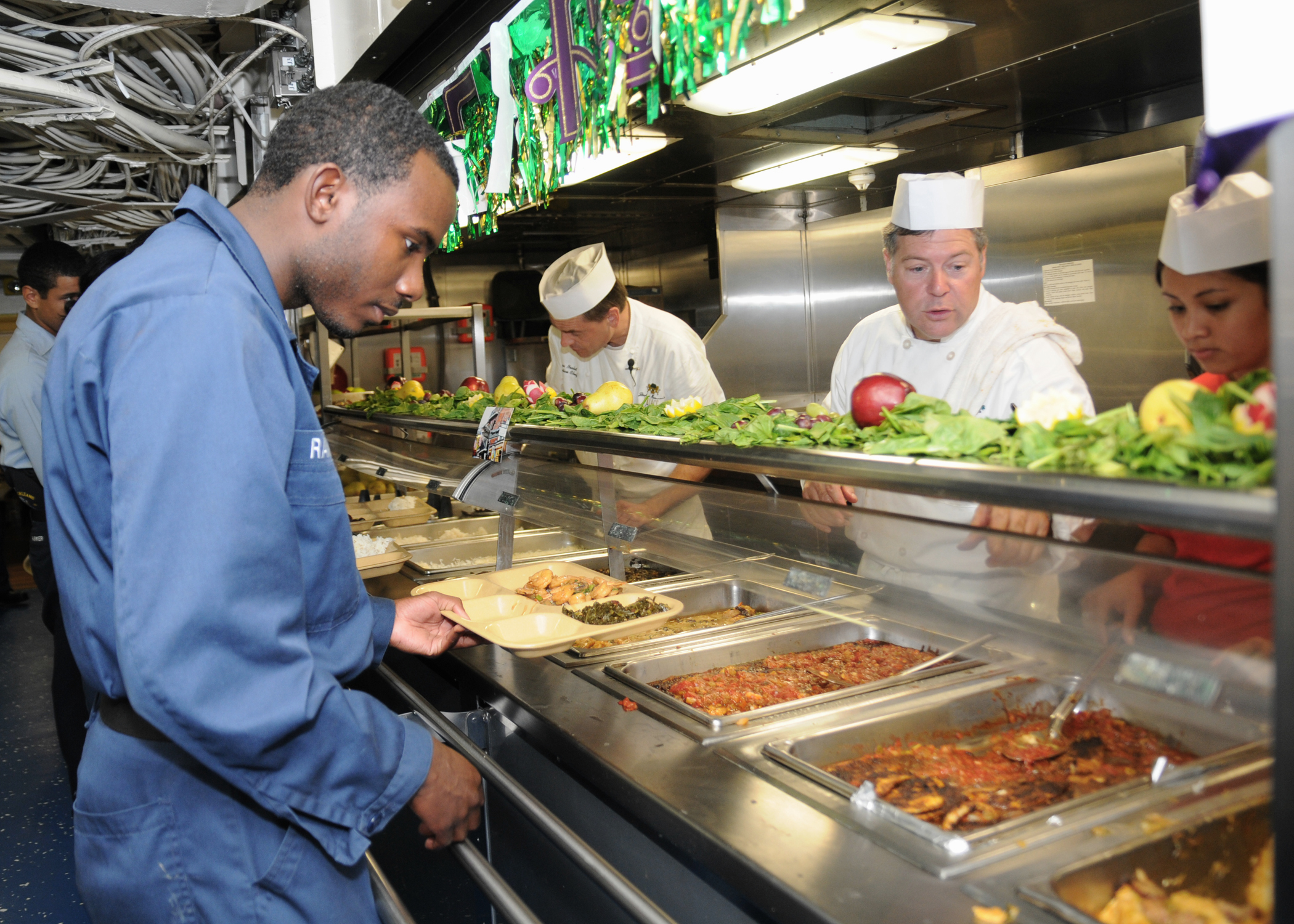
ناهار
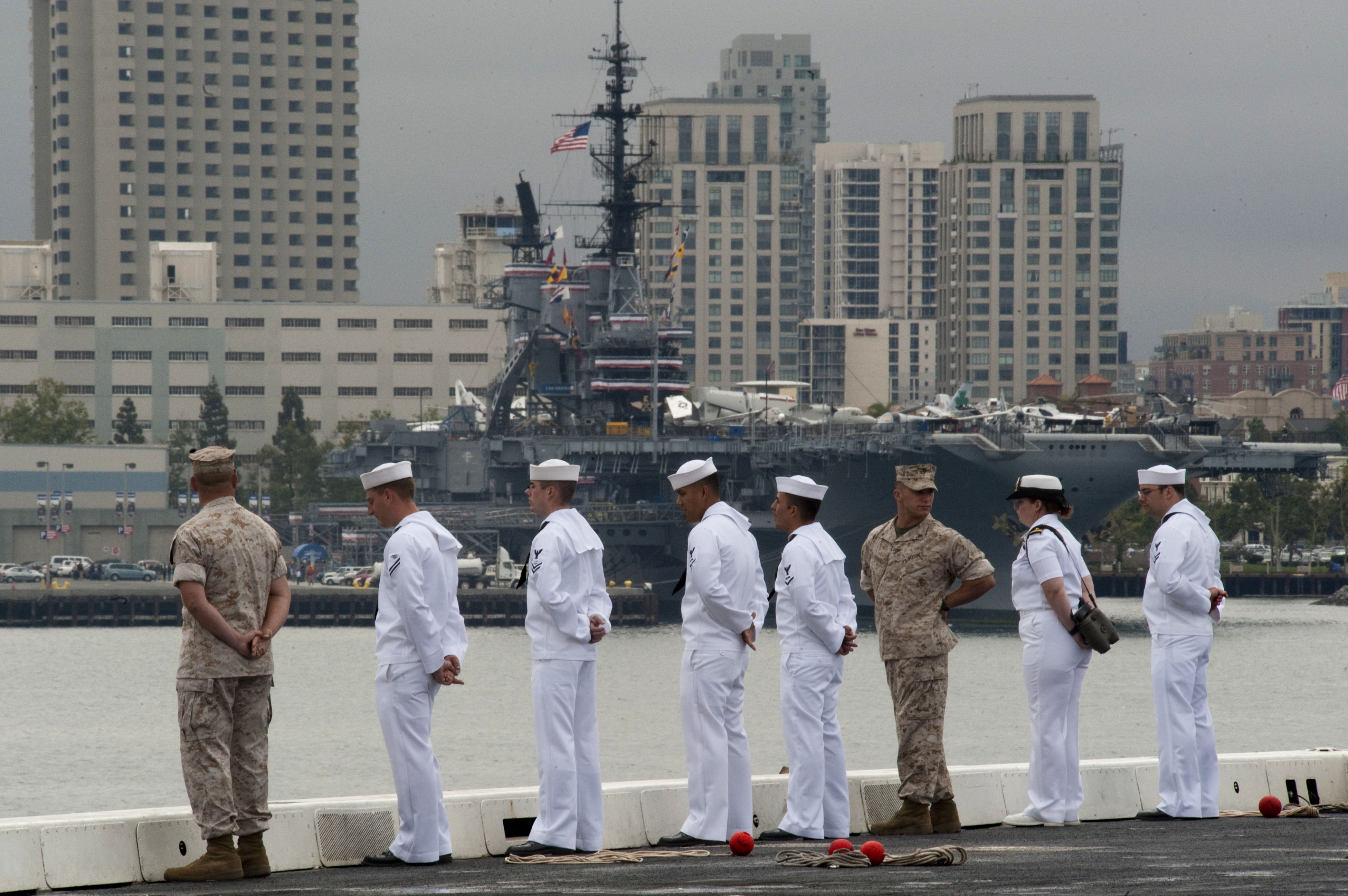
بر روی عرشه
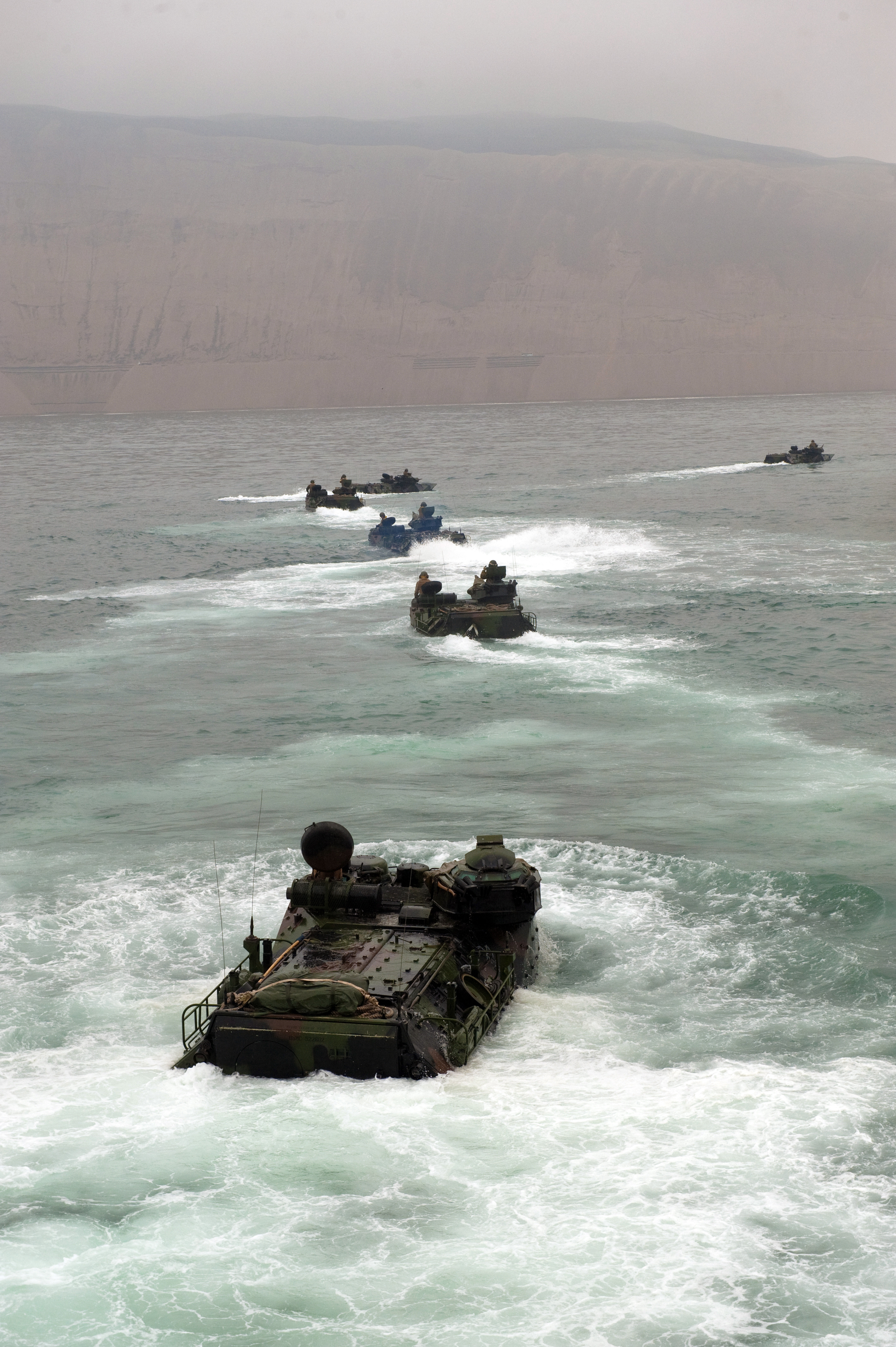
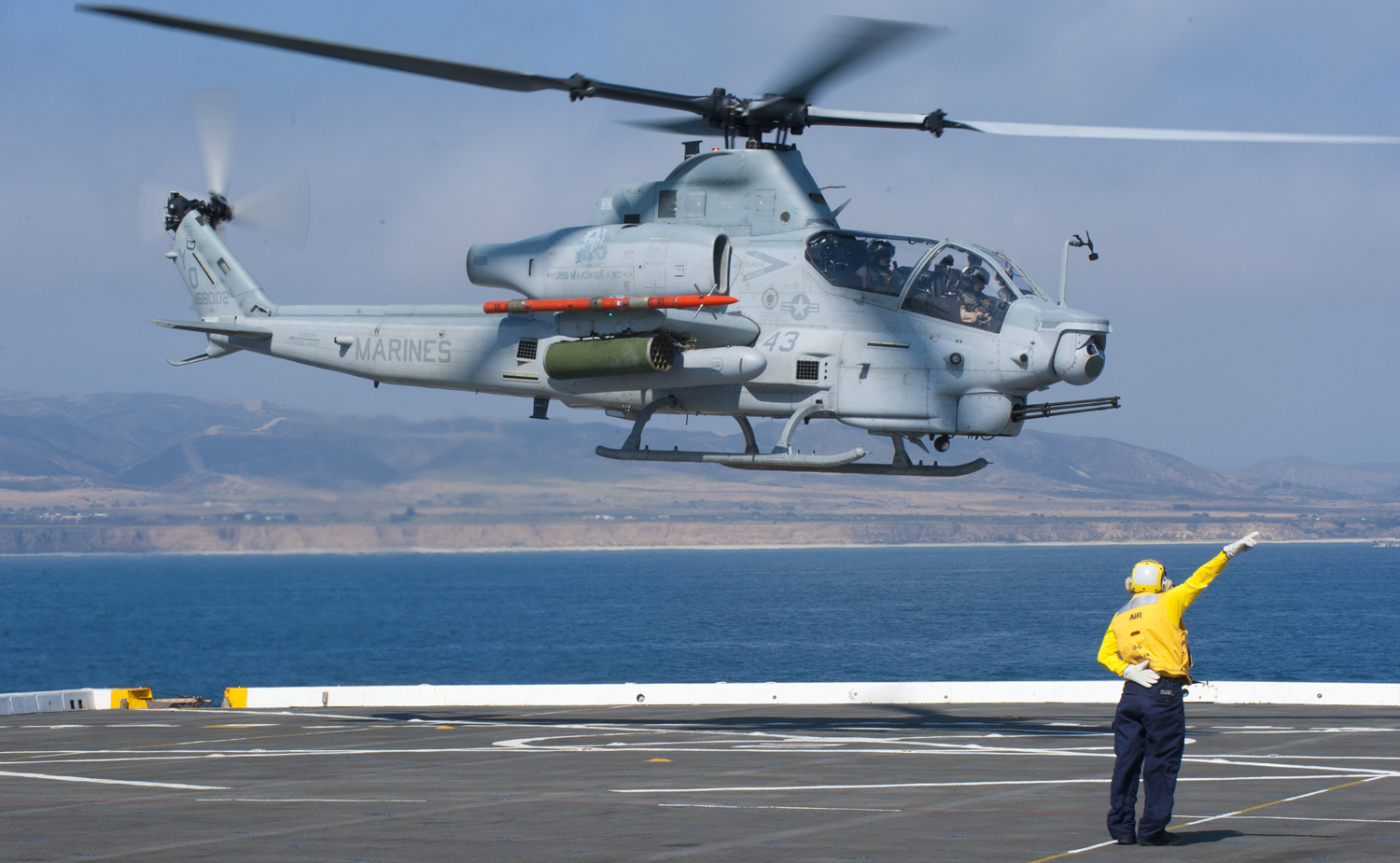
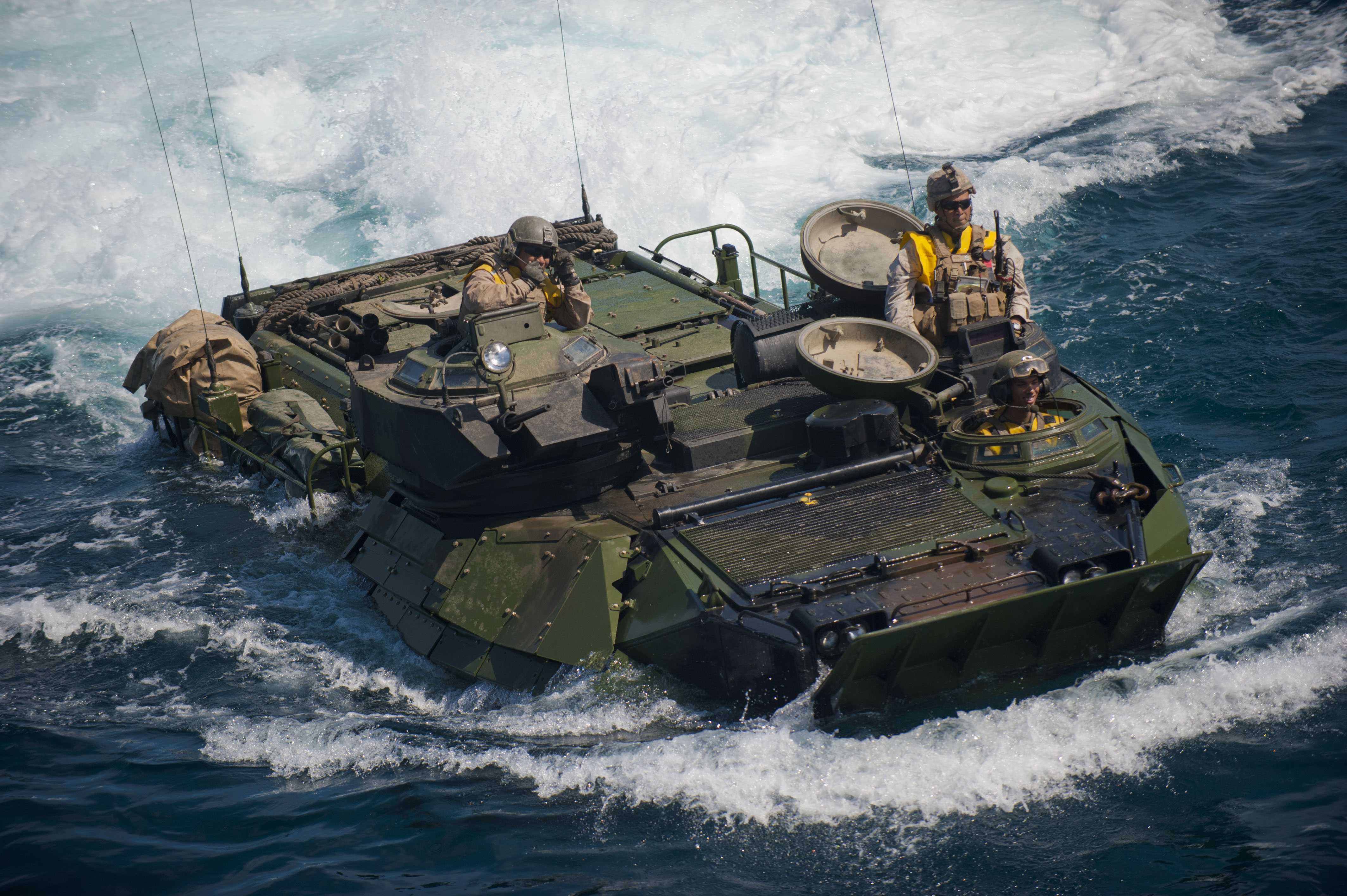
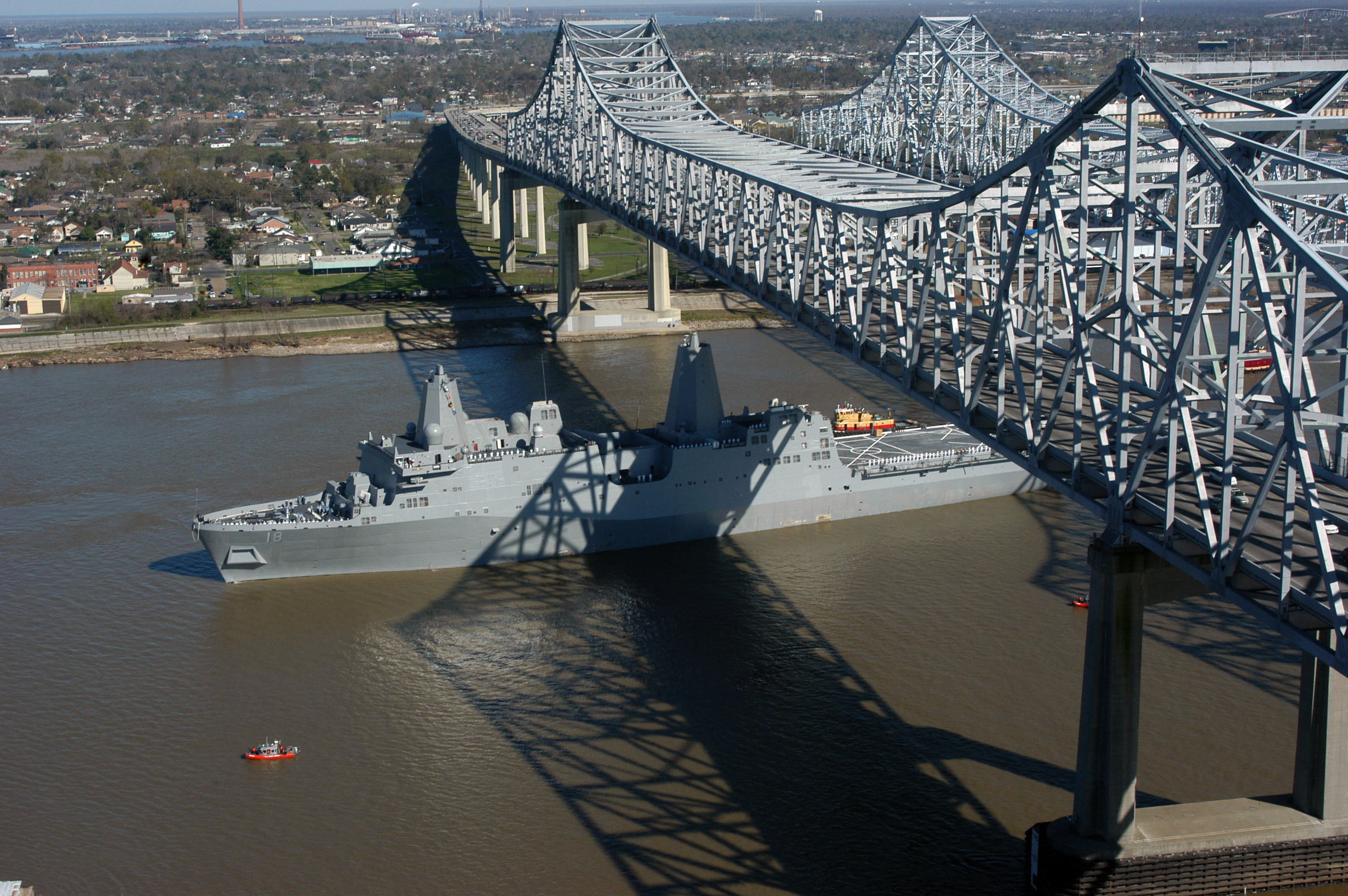